# Der Pfundskerl
Der Pfundskerl ist eine Krimiserie des Produzenten Karl Spiehs, die von 2000 bis 2005 auf Sat.1 ausgestrahlt wurde.

## Handlung

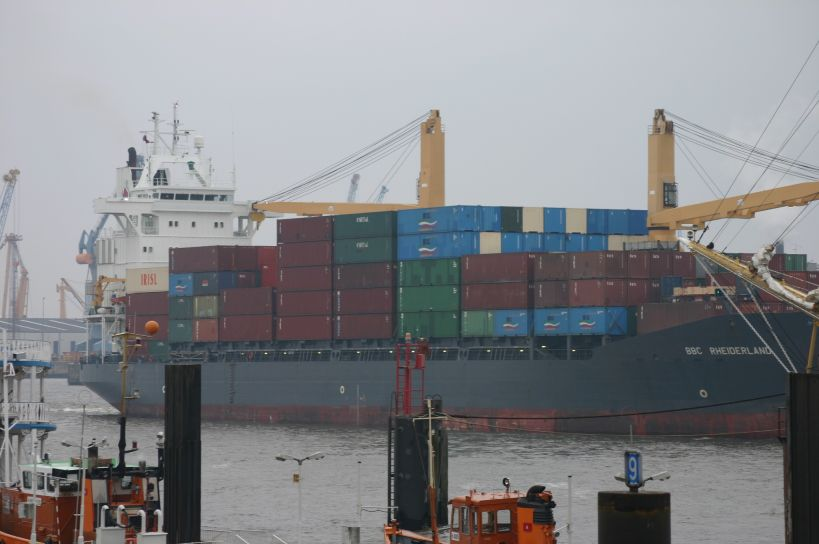
Die Serie spielt vor der Kulisse des Hamburger Hafens.

Chefreporter Gottfried Engel führt sein Singleleben in einer Hamburger Pension, die von der liebenswürdigen Frau Kruschke geleitet wird. Tanja Roloff, die ebenfalls in der Pension Kruschke wohnt, wird ab der 5. Folge Engels Kollegin beim Blitz Kurier (in Anlehnung an die Hamburger Morgenpost). Da das Musical Cats, bei dem sie mitwirkte, im Operettenhaus Hamburg abgespielt war und auch abgesetzt wurde, bewarb sie sich bei Stein um die Stelle als Fotografin. Zusammen kümmern sie sich um vermeintlich kleine Geschichten, hinter denen aber größere Verbrechen stecken.
Claas Ackermann ist ebenfalls Dauergast in der Pension, kann wie Engel ständig seine Miete nicht bezahlen und lebt vom Schifferklavierspielen auf St. Pauli und hilft dem „LA“ Engel sich im fremden Hamburg zurechtzufinden. Engel löst die zwielichtigen Fälle und führt manches Problem zu einem Happy End, wobei er nebenbei eine Topstory erhält. Sein journalistischer Dauerkonkurrent Günther Lesche gönnt ihm diesen Erfolg nicht und will sich stets Engels Fälle aneignen, was ihm nie gelingt.

## Folgen

### Staffel 1
| Nr. (ges.) | Nr. (St.) | Originaltitel             | Erstausstrahlung | Regie          |
| ---------- | --------- | ------------------------- | ---------------- | -------------- |
| 1          | 1         | Tote buchen keinen Urlaub | 12. Apr. 2000    | Walter Bannert |
| 2          | 2         | In bester Gesellschaft    | 19. Apr. 2000    | Otto W. Retzer |

### Staffel 2
| Nr. (ges.) | Nr. (St.) | Originaltitel      | Erstausstrahlung | Regie          |
| ---------- | --------- | ------------------ | ---------------- | -------------- |
| 3          | 1         | Alles für die Katz | 14. Feb. 2001    | Otto W. Retzer |
| 4          | 2         | Vater gesucht      | 21. Feb. 2001    | Otto W. Retzer |

### Staffel 3
| Nr. (ges.) | Nr. (St.) | Originaltitel       | Erstausstrahlung | Regie          |
| ---------- | --------- | ------------------- | ---------------- | -------------- |
| 5          | 1         | Eine Frage der Ehre | 8. Mai 2002      | Otto W. Retzer |
| 6          | 2         | S.O.S. Maria        | 15. Mai 2002     | Otto W. Retzer |

### Staffel 4
| Nr. (ges.) | Nr. (St.) | Originaltitel              | Erstausstrahlung | Regie          |
| ---------- | --------- | -------------------------- | ---------------- | -------------- |
| 7          | 1         | Engel: Retter der Senioren | 7. Mai 2003      | Otto W. Retzer |
| 8          | 2         | Mord im Zoo                | 14. Mai 2003     | Otto W. Retzer |

### Staffel 5
| Nr. (ges.) | Nr. (St.) | Originaltitel     | Erstausstrahlung | Regie          |
| ---------- | --------- | ----------------- | ---------------- | -------------- |
| 9          | 1         | Giftbrühe         | 29. Juni 2005    | Otto W. Retzer |
| 10         | 2         | Schlaflose Nächte | 6. Juli 2005     | Otto W. Retzer |

## Erfolg
Die Serie sollte ursprünglich Ein Engel auf St. Pauli heißen. Auf Wunsch von Hauptdarsteller Ottfried Fischer wurde der Titel geändert, da Fischer befürchtete, der Name St. Pauli im Titel könnte das Publikumsinteresse beeinträchtigen: „Wir sind ja schließlich keine Kiez-Reportage.“ Regisseur Walter Bannert quittierte während der Dreharbeiten zur zweiten Folge den Dienst, da er uneinig mit SAT 1 über die weitere Richtung der Serie war. Er wurde durch Otto W. Retzer ersetzt, der in den Folgen sechs und sieben in Gastauftritten zu sehen ist.
Nach zehn Folgen wurde die Reihe 2004 beendet, da der Zuschauererfolg zurückging.